# گوزن سیتکا
گوزن سیتکا یا گوزن دم‌سیاه سیتکا (Odocoileus hemionus sitkensis) زیرگونه‌ای از استرگوزن (Odocoileus hemionus)، شبیه به زیرگونه دم‌سیاه کلمبیایی (O. h. colombianus) است. نام آنها از سیتکا، آلاسکا سرچشمه گرفته است و نباید آن را با گوزن سیکا که به همین نام خوانده می‌شود، اشتباه گرفت. وزن آن به‌طور متوسط بین ۴۸ و ۹۰ کیلوگرم (۱۰۶ و ۱۹۸ پوند) گوزن سیتکا به‌طور مشخص کوچک‌تر از دیگر زیرگونه‌های استرگوزن است. در تابستان قرمز مایل به قهوه‌ای، کت آنها در اواسط تا اواخر آگوست به رنگ خاکستری مایل به قهوه‌ای تیره می‌شود. آنها همچنین شناگران خوبی هستند و گاهی می‌توان آنها را در حال عبور از کانال‌های عمیق بین جزایر مشاهده کرد. میانگین طول عمر آنها حدود ۱۰ سال است، اما تعداد کمی از آنها به سن ۱۵-سالگی هم رسیده‌اند.